# 9964 Хідеоноґуті
9964 Хідеоноґуті (9964 Hideonoguchi) — астероїд головного поясу, відкритий 13 лютого 1992 року.
Тіссеранів параметр щодо Юпітера — 3,461.